# Clermont Foot 63
Clermont Foot 63 es un club de fútbol francés, de la ciudad de Clermont-Ferrand en Auvernia. Fue fundado en 1911 y desde la temporada 2024-25, milita en la Ligue 2, la segunda categoría del fútbol nacional.

## Historia
El club se funda en 1911 con el nombre de Stade Clermontois. En 1984 se fusiona con otro equipo, el ASM dando lugar a la creación del Clermont-Ferrand Fútbol Club, también llamado Clermont FC.
En 1990 el equipo desaparece por problemas económicos, pero se refunda cambiándose el nombre por el actual.
En 2001 asciende por primera vez a la Ligue 2 y desciende de ella en 2006-07, para regresar en 2007-08 al adjudicarse el Championnat National. Juega en Ligue 1 desde 2021.

## Uniforme
- Uniforme titular: Camiseta negra , pantalón rojo y medias rojas.
- Uniforme alternativo: Camiseta amarillo, pantalón negro  y medias negras.

## Estadio
Stade Gabriel Montpied, inaugurado el 30 de diciembre de 1995, con capacidad para 12.000 personas.
Actualmente se están llevando a cabo reformas para aumentar su capacidad.

## Datos del club
- Temporadas en la Ligue 1: 2 (2021-22/presente)
- Temporadas en la Ligue 2: 18 (2002-03 a 2005-06 / 2007-08 a 2020-2021)

## Palmarés

### Torneos nacionales
- Championnat National (2): 2001-02, 2006-07